# آجیبادم (متروی استانبول)
آجیبادم (انگلیسی: Acıbadem) یکی از ایستگاه‌های خط ام۴ متروی استانبول است.
این ایستگاه که در منطقه قاضی‌کوی قرار دارد در سال ۲۰۱۲ تأسیس شده‌است.